# Parachanna obscura
Espèce
Synonymes
Parachanna obscura est un poisson carnivore d'eau douce originaire d'Afrique. C'est une espèce comestible.

## Description
Parachanna obscura possède à l'âge adulte un fond de coloration brun/beige, sombre sur la partie haute du corps et claire sur la partie basse. Des grosses taches noires mal définies sur la partie claire (basse) du corps. Suivant les spécimens et suivant l'état de stress des individus, la coloration s'atténue ou s'intensifie.

## Au Zoo
L'Aquarium du palais de la Porte Dorée détient au moins 4 spécimens de Parachanna obscura présentés au public.(12/2014) Ils sont maintenus dans une grande cuve. et en compagnie de Channa micropeltes (Asie). (12/2014) Ils sont aisément observables lors d'une promenade dans l'Aquarium.

## Photos

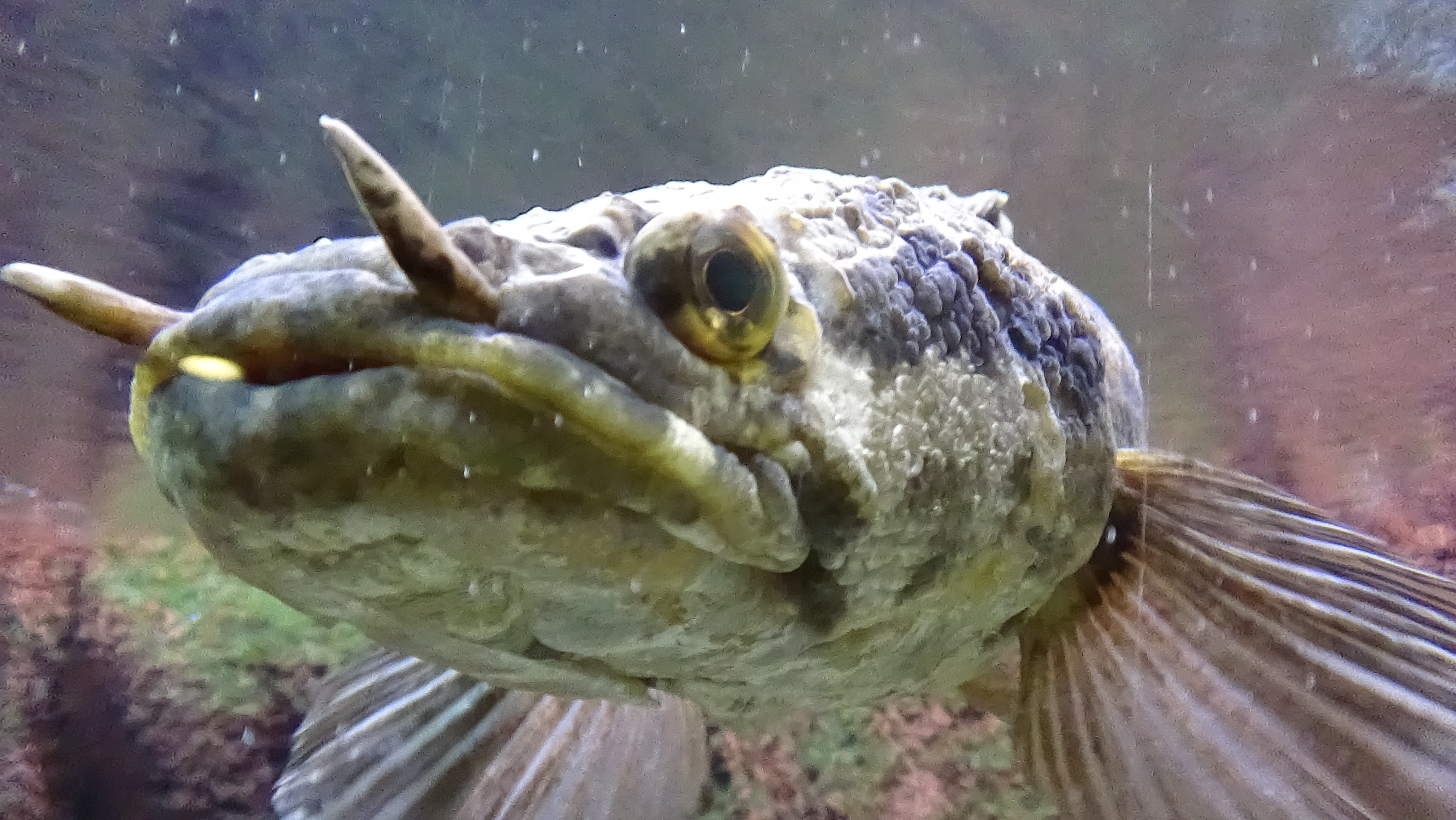
mâle
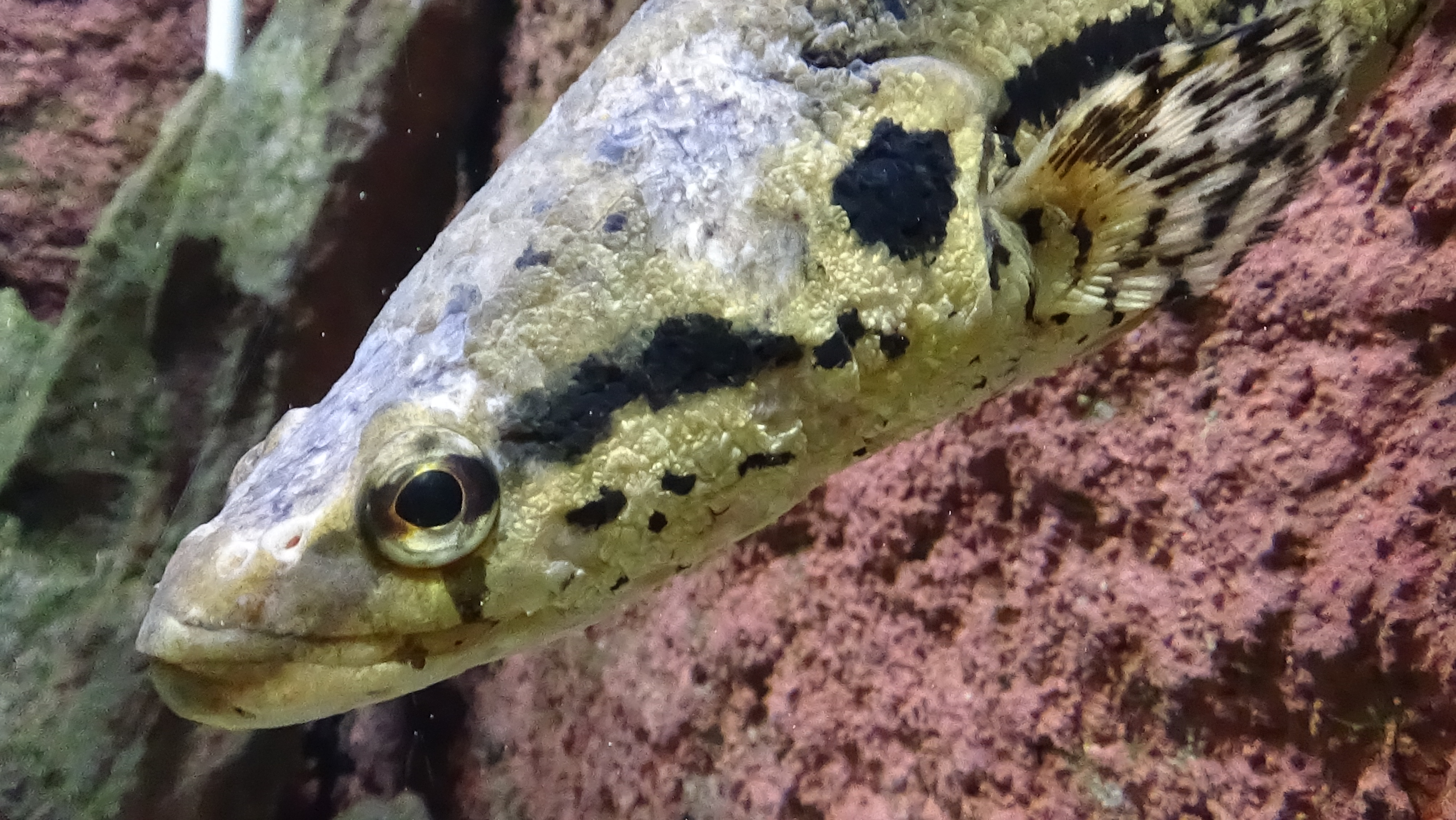
femelle
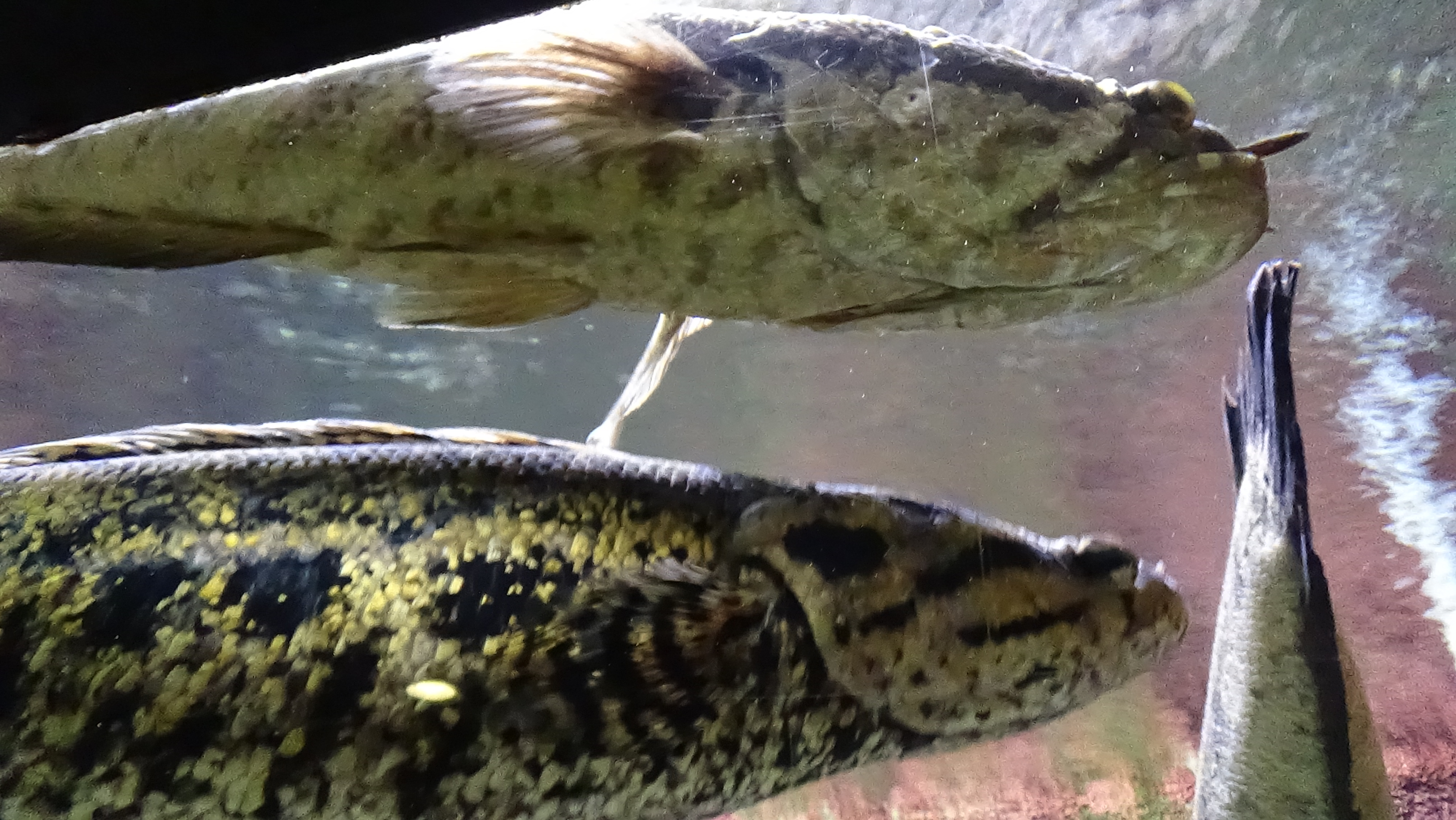
couple
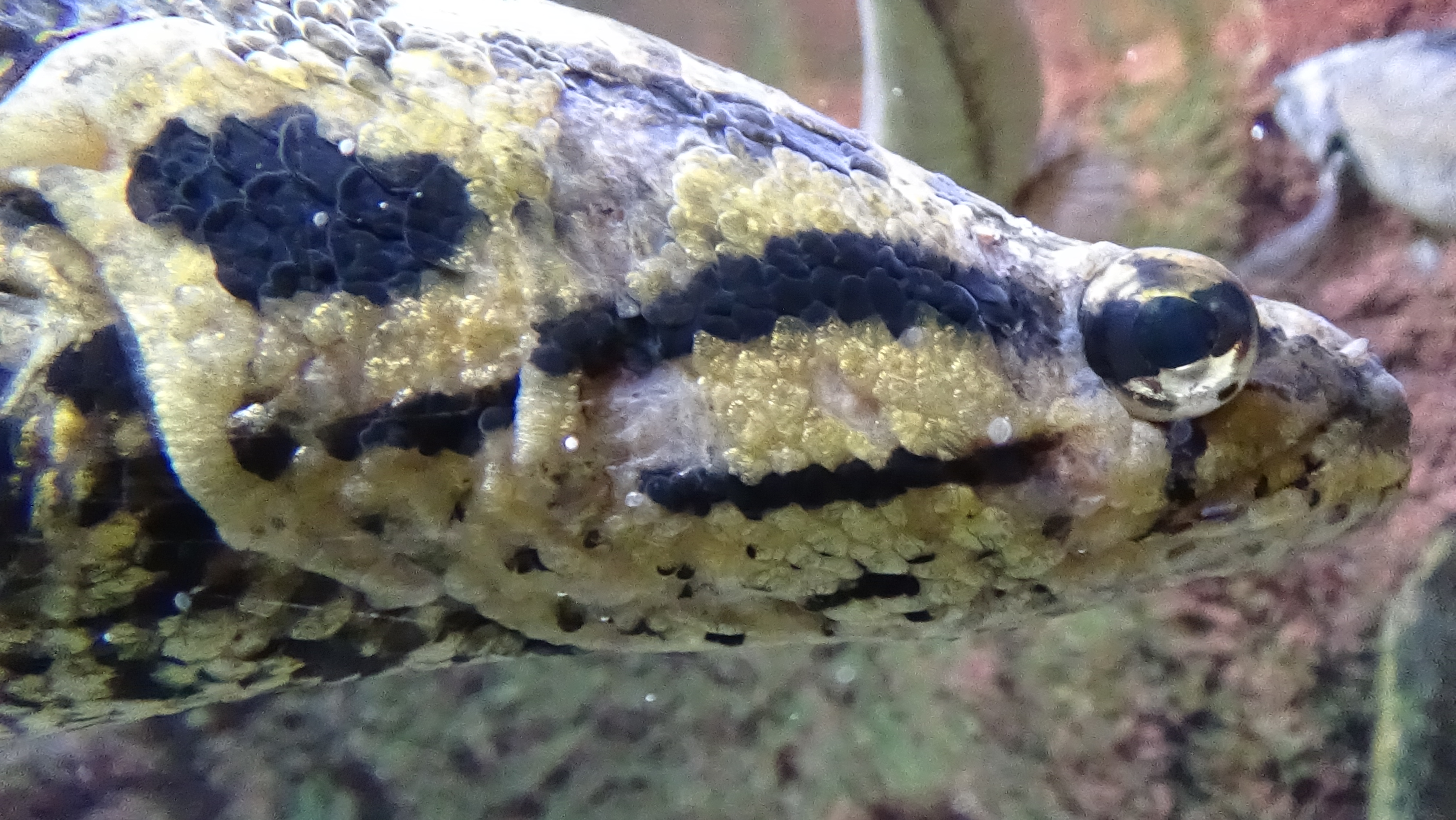
femelle
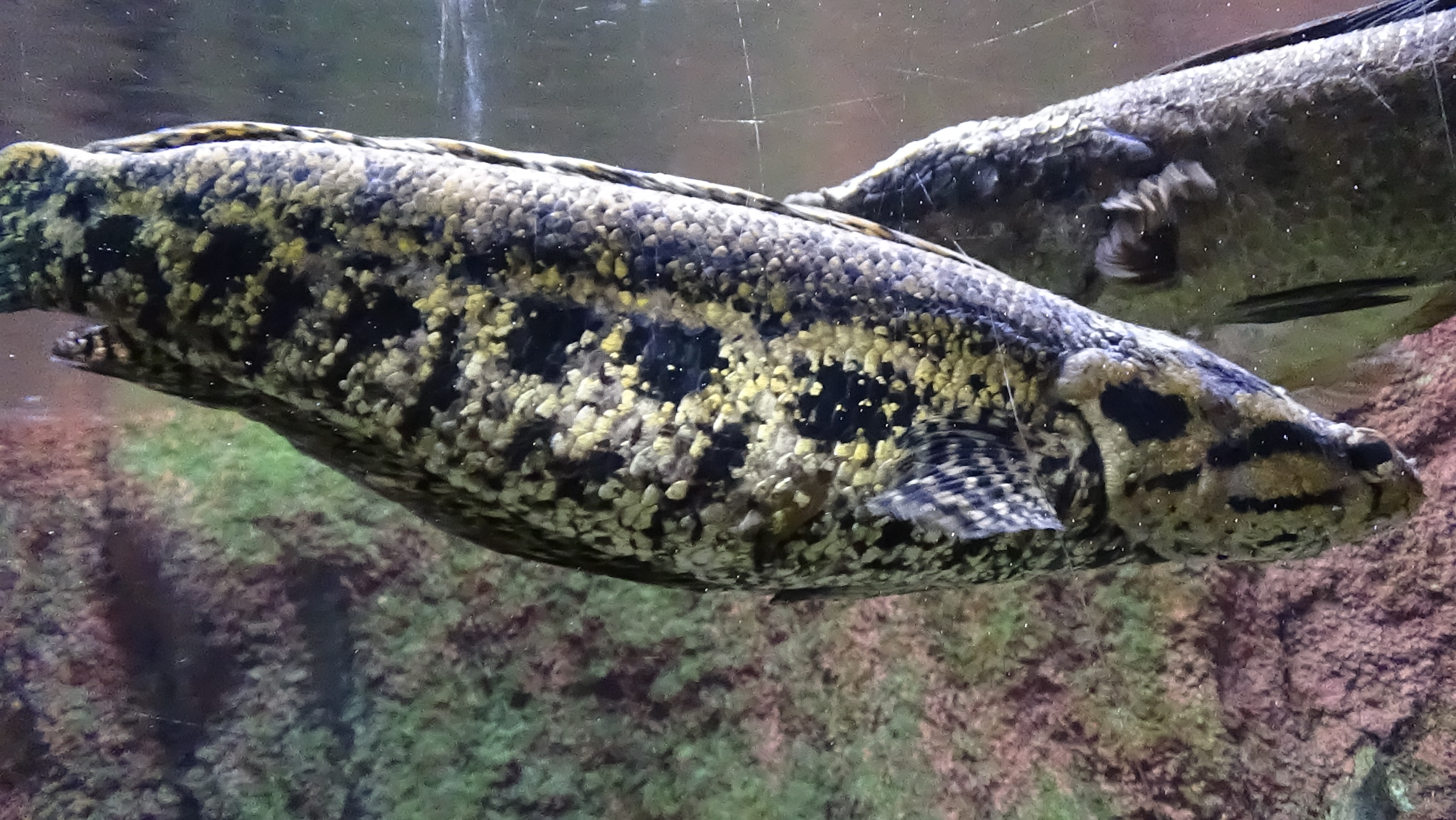
femelle